# Pie Jesu
Pie Jesu (latín original: Pie Iesu) es un texto del dístico final del Dies irae y a menudo está incluido en versiones musicales de la Misa de Réquiem como motete.

## Versiones populares
Las versiones de la Misa de Réquiem de Marc-Antoine Charpentier (H.234, H.263, H.269, H.427),  Luigi Cherubini, Gabriel Fauré, Maurice Duruflé, John Rutter, Karl Jenkins y Fredrik Sixten incluyen un Pie Jesu como movimiento independiente. De todo estos, de lejos el más conocido es el Pie Jesu del Réquiem de Fauré. Camille Saint-Saëns dijo del Pie Jesu de Fauré: Así como el Ave verum corpus de Mozart es único, este Pie Jesu lo es.
La versión de Andrew Lloyd Webber en su Réquiem (1985) ha llegado también a ser bien conocida. La grabaron Sarah Brightman, Jackie Evancho, Sissel Kyrkjebø, Marie Osmond, Anna Netrebko, y otros. Interpretado por Sarah Brightman y Paul Miles-Kingston, fue hit de Plata certificada en el Reino Unido en 1985. Otra de las mejores interpretaciones es la de la soprano francesa Agnès Mellon.

## Texto
El texto original, derivado del Dies irae, es como sigue:
| Latín | Castellano |
| --- | --- |
| Pie Jesu (4x) Qui tollis peccata mundi Dona eis requiem (2x) Pie Jesu (4x) Qui tollis peccata mundi Dona eis requiem (2x) | Piadoso Jesús Que quitas los pecados del mundo Dales el descanso (2x) Piadoso Jesús (4x) Que quitas los pecados del mundo Dales el descanso (2x) |

Pie es el vocativo de la palabra pius ("piadoso", "obediente a un padre o a Dios"). "Jesu" (Iesu En latín) es el vocativo de Jesus/Iesus. El réquiem es el acusativo de requies ("descanso"), a veces mal traducido como paz, aunque eso sería pacem, como en Dona nobis pacem ("Danos la paz").

## El Réquiem de Andrew Lloyd Webber
Andrew Lloyd Webber, en su Réquiem, combinó el texto del Pie Jesu con la versión del Agnus Dei :
| Agnus Dei                                                                      |                                                                                         |
| Latín                                                                          | Castellano                                                                              |
| ------------------------------------------------------------------------------ | --------------------------------------------------------------------------------------- |
| Agnus Dei (4x) Qui tollis peccata mundi Dona eis requiem (4x) Sempiternam (2x) | Cordero de Dios (4x) Que quitas los pecados del mundo Dales el descanso (4x) Eterno 2x) |